# Omar Sharaki
Omar Sharaki (16 de agosto de 2001) es un deportista egipcio que compite en taekwondo. Ganó una medalla de plata en el Campeonato Africano de Taekwondo de 2021 en la categoría de –54 kg.

## Palmarés internacional
| Campeonato Africano | Campeonato Africano | Campeonato Africano | Campeonato Africano |
| Año                 | Lugar               | Medalla             | Categoría           |
| ------------------- | ------------------- | ------------------- | ------------------- |
| 2021                | Dakar (Senegal)     | Medalla de plata    | –54 kg              |